# 外食産業

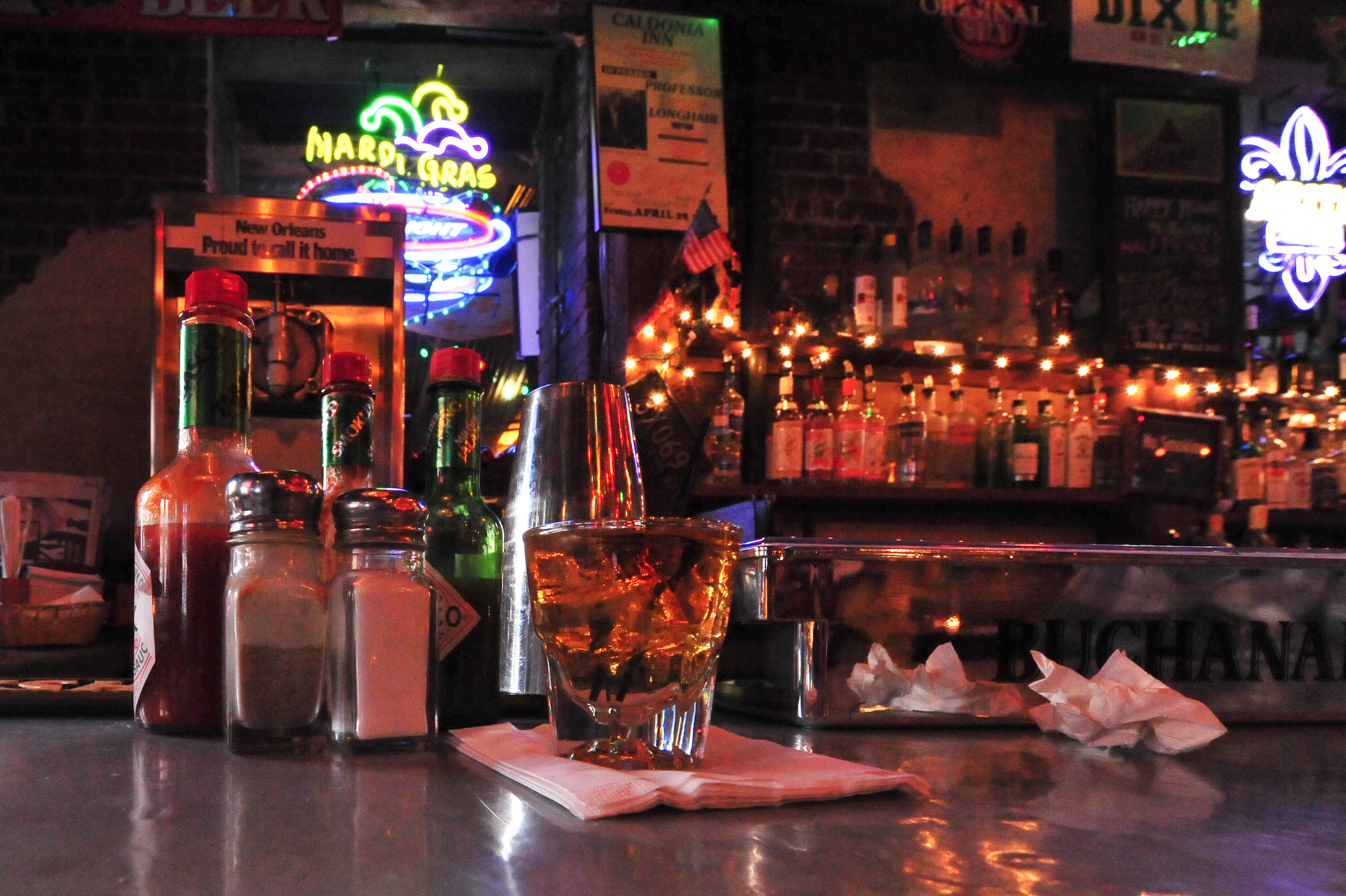
ニューヨークにある外食店

外食産業（）とは、家庭外で食事を提供するサービス業。小学館『デジタル大辞泉』によれば、「外食産業」とは「大規模のチェーン店形式による飲食業の総称。ファーストフード店やファミリーレストランなど。」とあり、飲食店の中でも企業として大規模に展開するものを指すとされている。

## 日本における外食産業

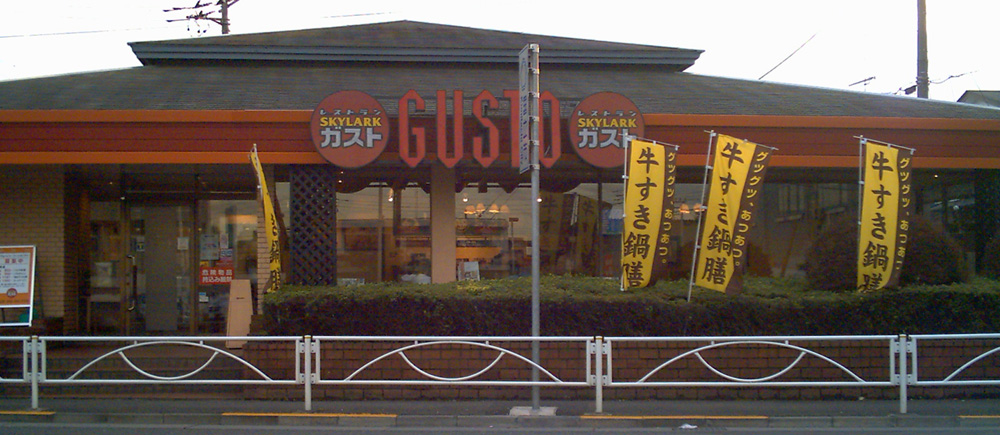
ガスト国立店。すかいらーく1号店が業態変更したもの（改築前の写真）

「食事をする空間を提供する」という狭義の意味での外食産業は、日本初の百貨店であった三越日本橋本店に1907年（明治40年）4月に開業した食堂を嚆矢とする。「外食」の用語は、第二次世界大戦（太平洋戦争）中に戦時下の食料統制の一環として1941年（昭和16年）4月に導入された外食券制によって、配給された外食券で食事ができる食堂に「外食券食堂」との表記がなされたことによって広まった。現在ではここからさらに派生した「内食」「中食」などの用語（レトロニム）もある。
日本で本格的な外食産業の展開が始まった1970年（昭和45年）が「外食元年」とされる。この年は、7月に日本初のファミリーレストラン「すかいらーく」1号店が、中央道国立府中IC近くの東京都府中市西府町5-16-1（すかいらーく国立店、現・ガスト国立店）に開業した年である。
また、同年3月には、ケンタッキーフライドチキンが大阪万博に実験店を初出店、同年11月に名古屋市のダイヤモンドシティ・名西ショッピングセンター（現・イオンタウン名西）に常設店舗1号店の名西店を開店している（ただし名西店は翌年に閉店）。
ファーストフード店では、当時ダイエー系列であったドムドムハンバーガーが同年2月、町田市のダイエー原町田店に1号店を開店。日本初のハンバーガーチェーン店として、ダイエー系列の店舗を中心に出店を進めた。
翌1971年（昭和46年）7月20日には、マクドナルド1号店が三越銀座店1階に開店（テイクアウト専門店、1984年11月閉店）、4日後の7月24日には代々木駅前に代々木店を開店している（現存）。米国マクドナルド社は自家用車での来店を想定して1号店は郊外に作るべきとし、神奈川県茅ヶ崎市への出店を主張したが、当時の日本はまだモータリゼーション半ばであったこと、銀座の百貨店と言うブランド性などから三越銀座店への出店が決まった。1970年は銀座や新宿などで歩行者天国が始まった時期でもあり、マクドナルドではその後も新宿二幸（新宿アルタ）、三越新宿店など、都心部の百貨店へのテイクアウトカウンター式の店舗出店が続いた。
1970年代にはハンバーガーチェーン店の開業も相次ぎ、翌1972年（昭和47年）には、モスバーガーが3月12日に成増駅前商店街で実験店を出店（6月に現在の成増店の場所に正式な1号店として移転）、ロッテリアが日本橋髙島屋北別館1階に1号店を開店している。
こうして同年代からファミリーレストラン・ファーストフードのチェーンストア展開が始まり、マスメディアにも「外食産業」という用語が登場するようになる。それまでは祝い事や行事などの際の特別なものであった外食は、この時期以降は庶民にとっても日常的なものとなっていく。さらに1980年代後半から1990年代にかけてのバブル時代には、好景気を背景に空前の「グルメブーム」が起き、テレビのグルメ番組や『美味しんぼ』に代表されるグルメ漫画も流行するなど、外食が娯楽のひとつとして広く定着した。
現代の家庭における傾向としては、一般的に世帯主が若い家庭ほど食費に占める外食の割合が大きく、また単身世帯は2人以上の世帯よりも外食の割合が大きくなる。日本では、他国と異なり1人で外食することに寛容な国であり、そうした文化も後押しをしている。

### 業種による分類
外食の定義は、一般に狭義と広義の意味がある。
「狭義の外食は、食事をする空間とともに食事を提供する形態の業種を指す」。食堂、レストラン、ファーストフードや喫茶店（カフェ）など一般に「飲食店」と称する業種がこれにあたる。
証券市場では証券コード協議会における業種分類で、狭義の外食産業はスーパーマーケットやコンビニエンスストアなどと同じ小売業に、「中食」を手がける企業は食料品に分類されている。

#### 店舗の例
- 食堂
  - 大衆食堂
- レストラン
  - ファミリーレストラン
- 喫茶店
- ファーストフード
- フードコート（スナックコーナー）
- 屋台
  - 出店
- 料亭
- 飲み屋
- 居酒屋（割烹）
- ビアガーデン
- 立ち食いそば・うどん店

### 日本における外食の歴史

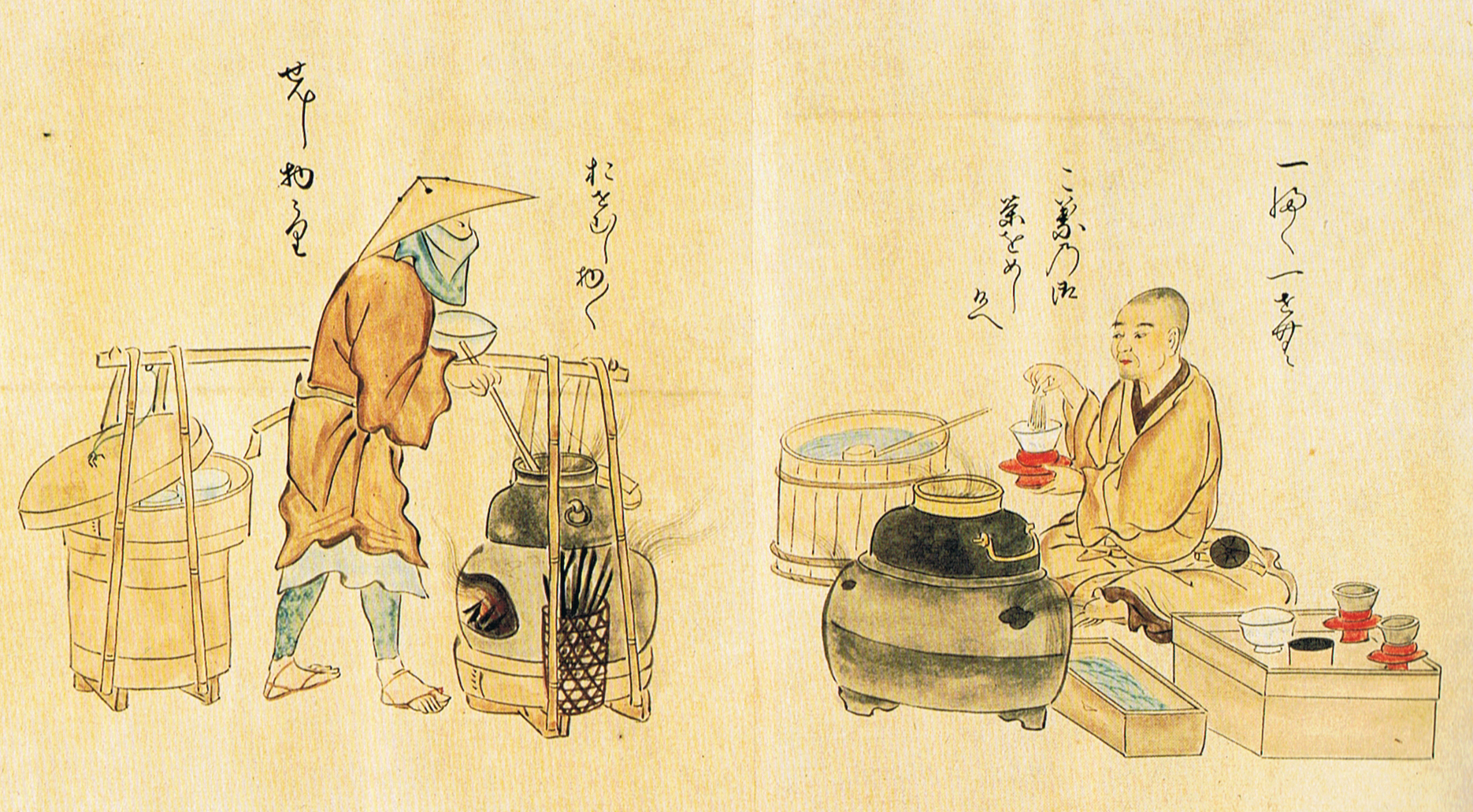
七十一番職人歌合二十四番　「一服一銭」（右図）

「茶屋」が登場したのは室町時代といわれ、職人歌合など中世の図像史料には寺社の門前で簡素な店舗を営み茶食を提供する職人の姿が描かれており、近世に至る前近代には外食業は寺社との関係が濃密であった。
近世には都市が発達し旅人の往来する街道沿いや参詣地である寺社、遊興施設など集客機能を持った場所が成立し、また物流網が発達し青物や海産物、乾物など多様な食材が安定的に供給されるようになり、料理屋など外食産業が成立する基盤が整えられ、都市の経済的発展や賑わいを示す要素にもなっている。
江戸時代初期には「飯屋」（めし屋）が登場し、例えば井原西鶴の「西鶴置土産」によれば、1657年に浅草に出店した飯屋の奈良茶（茶飯、豆腐汁、煮しめ、煮豆のセットメニュー）は人気を博したという。中期から後期にはそば屋や、留守居茶屋（料亭の起源といわれる。大名がいない間、大名屋敷を預かる留守居役を相手とした高級茶屋。会席料理を出していた）、居酒屋などの業態が登場したとされる。また、惣菜用の料理を扱う「煮売屋」が茶屋（煮売茶屋）を兼ねて料理を提供することもあった。
また江戸では、蕎麦、寿司、天ぷらなど、屋台の外食産業が盛んとなり、また江戸時代の料理屋としては芝居小屋など娯楽施設と近接し、飯盛女を雇用した売春を兼業することもあった。娯楽施設に近接する料理屋はその性格から博徒などアウトロー集団や犯罪に関わる情報が集中しやすく、一方で目明かしなど公権力の人間も出入りし、犯罪発生と治安維持の両側面をもった性格であることが指摘される。こうした料理やの多面的性格は近代に売春業は遊廓、治安維持は警察と都市における機能分化がすすみ、純粋に飲食のみを提供する施設へと変化していく。
これらの業態は、個人による生業（なりわい）的なものがほとんどで、「のれん分け」による支店としての関係にとどまっていたが、1960年代にアメリカで起こったフランチャイズブームをきっかけに、日本にもフランチャイズ形式の店舗が登場する。
1963年にはダスキンがFC1号店を出店し、不二家の洋菓子店FC1号店を出店。1970年、日本万国博覧会会場にケンタッキーフライドチキンが出店し、翌1971年にはマクドナルドが銀座三越に出店、同年にはミスタードーナツも第1号店を出店した。ファミリーレストランでは1970年にすかいらーく、ロイヤルホストが出店している。1973年には吉野家が神奈川県小田原市にフランチャイズ第1号店を出店、同年にはシェーキーズも渋谷に第1号店を出店している。
1970年代から1980年代には、セントラルキッチンやPOSが導入され、より効率化が図られた。市場規模は、1980年で14兆7000億円に、1980年代後半には、20兆円を越えた。1980年代にはフランチャイズ形式を取り入れた居酒屋が登場しており、1983年には東京都内に白木屋1号店である中野南口店が出店している。
1990年代にはバブル崩壊によって成長は鈍化した。一方でバブル崩壊による地価下落等により地価や家賃が安くなり、ファミリーレストランの都心部への出店や、居酒屋チェーンの郊外への出店が容易になった。1990年代後半以降は、スターバックスなど外資系コーヒーチェーンも進出している。
2000年代には、2001年のBSE問題、2004年の鳥インフルエンザの流行が、関連店舗に打撃を与える。また飲酒運転の取り締まり強化がアルコール販売に影響を与えた。マクドナルドの80円バーガーなど低価格競争が話題になったが、収益は改善せず低価格競争からの脱却を計っている。日本の外食産業は成熟期に入り、価格から質へと方向が変化している。また、質の向上に伴い、例えばラーメンのレベルが高くなり新規出店のハードルが上がるといった状況もある。

### 市場規模
市場規模は1997年をピークに、その後は20兆円台前半となっている。市場規模は今後拡大しないといわれる一方で、店舗数が増えている現状があり、競争の激化で業界の生き残り競争が熾烈となるとみられる。セブン&アイ・ホールディングスは外食部門の不振から、2008年度以降、外食部門の店舗数を削減すると発表している。
外食産業の倒産件数は、2000年代に入り右肩上がりに上昇。2007年以降の倒産件数は毎年600件前後に推移している。景気の良し悪しに左右される業態ともいわれてきたが、2017年は好景気から他の業種が倒産件数を大幅に減らす中、対前年比27%増の700件超を記録した。材料費の増加と人材難のほか、小規模事業経営者の高齢化と後継者難も背景にあると見られている。
フードビジネス総合研究所によると2015年の売上上位20社は以下のとおり。
| 順位 | 社名                                       | 売上（100万円） |
| ---- | ------------------------------------------ | --------------- |
| 1位  | ゼンショーホールディングス                 | 525,709         |
| 2位  | すかいらーく                               | 351,146         |
| 3位  | コロワイド                                 | 234,138         |
| 4位  | 日本マクドナルドホールディングス           | 189,473         |
| 5位  | 吉野家ホールディングス                     | 185,738         |
| 6位  | サイゼリヤ                                 | 139,277         |
| 7位  | ロイヤルホールディングス                   | 130,327         |
| 8位  | ワタミ                                     | 128,246         |
| 9位  | ドトール・日レスホールディングス           | 124,796         |
| 10位 | くら寿司                                   | 105,306         |
| 11位 | クリエイト・レストランツ・ホールディングス | 103,271         |
| 12位 | トリドール                                 | 95,587          |
| 13位 | 日本KFCホールディングス                    | 88,180          |
| 14位 | 松屋フーズ                                 | 83,947          |
| 15位 | カッパ・クリエイト                         | 80,320          |
| 16位 | 王将フードサービス                         | 75,317          |
| 17位 | モスフードサービス                         | 71,113          |
| 18位 | 大庄                                       | 70,765          |
| 19位 | サンマルクホールディングス                 | 66,056          |
| 20位 | ジョイフル                                 | 62,880          |

## 中国における外食産業
中国、台湾などアジア諸国には、日々の食事を各家庭で調理するのでなく、屋台へ出向いて食事を摂ることが文化・伝統とされている地域もある。国民の収入の増加、食の安全への意識の高まりを背景に、外食産業は成長を遂げている。市場規模は、2006年で約1兆元、2010年には約2兆元（約29兆円）になると予想され、雇用規模は2006年で2000万人以上とされている。企業のM&Aも盛んに行われており、今後の発展が有望視されている。